# خوش‌رودبار
خوش‌رودبار، روستایی است از توابع بخش دودانگه شهرستان ساری در استان مازندران ایران.

## جمعیت
این روستا در 70 کیلومتری جنوب شهرستان ساری و در دهستان فریم قرار داشته و براساس آخرین سرشماری مرکز آمار ایران که در سال ۱۳۸۵ صورت گرفته، جمعیت آن ۳۱نفر (۱۰خانوار) بوده‌است.
از مکانهای دیدنی این روستا می‌توان از شمیجار،حموم سر،خانه سری،اتق سر،قلتک،خرسلته،چلواد،کورا،ششپه،الیاگدره،کل باغ نام برد.